# Cathy Newman
Catherine Elizabeth Newman (Guildford, Inglaterra; 14 de julio de 1974) es una periodista inglesa y presentadora del noticiero británico Channel 4 News.
Newman comenzó su carrera como periodista de un periódico y trabajó en Media Week, The Independent, Financial Times y The Washington Post. Ha trabajado en Channel 4 News desde 2006, inicialmente como corresponsal y, desde 2011, como presentadora.
En 2018 publicó Bloody Brilliant Women: The Pioneers, Revolutionaries and Geniuses Your History Teacher Forgot to Mention, un libro que detalla la vida de las mujeres en Gran Bretaña en los siglos XX y XXI. En 2020 lanzó It Takes Two: A History of the Couples Who Dared to be Different, un libro sobre cómo las grandes parejas, desde parejas románticas hasta grandes rivales, han hecho historia.

## Biografía
Nacida en Guildford, Newman es la hija menor de David Newman y su esposa Julia Worsdall, ambos profesores de química, y tiene también una hermana. Asistió a una escuela de niñas pagada en Guildford hasta los 16 años, edad a la que se unió a la Charterhouse School, donde su padre enseñaba, como una de las pocas niñas admitidas en el sexto curso de la escuela. Ella ha dicho que se mantuvo en silencio durante años sobre el acoso sexual y otras humillaciones que experimentó por parte de sus compañeros. Newman planeaba hacerse una carrera como violinista o en la profesión legal antes de cambiar sus planes tras ver a la periodista de la BBC Kate Adie en la televisión. Newman leyó inglés en el college Lady Margaret Hall de la Universidad de Oxford donde se graduó con honores de primera clase.

## Carrera

### Inicios
Después de la universidad, Newman trabajó brevemente en The Guardian, luego en Media Week (como aprendiz) y The Independent (como corresponsal de negocios de medios) antes de unirse al Financial Times (FT) a la edad de 23 años. Su colega Alice Rawsthorn fue su mentora en el FT, en donde Newman trabajó como periodista y luego (durante tres años) como corresponsal político. Mientras Newman trabajaba en el FT, David Yelland, el editor de The Sun, le ofreció un puesto llamado "Better than Lex" (llamado así por Lex, una columna del Financial Times). Ella consideró seriamente la oferta, pero luego la rechazó; la experiencia dio lugar a nuevas oportunidades en el periodismo político. Newman comenzó una carrera televisiva en 2000. Obtuvo una beca Laurence Stern para trabajar en The Washington Post durante cuatro meses. Durante su período en los Estados Unidos, siguió la campaña presidencial de 2000 del candidato del Partido Verde Ralph Nader.

### Channel 4 News
Newman se unió a Channel 4 News en enero de 2006 como corresponsal política y adjunta del editor político Gary Gibbon. En este papel presentó varias primicias, incluidas las afirmaciones de que el Tesoro impulsó la nominación del entonces amigo cercano del canciller Gordon Brown, Ronald Cohen para la Cámara de los Lores, desafiando a Peter Mandelson en la conferencia del Partido Laborista de Brighton en 2009, por su supuesto insulto en una conversación con Rebekah Brooks, directora ejecutiva de News International.
Al mismo tiempo, ha dirigido el equipo detrás del blog FactCheck.[cita requerida]
De 2013 a 2015, la búsqueda de Newman de una historia sobre las acusaciones de conducta inapropiada dirigidas contra Lord Rennard, quien fuera una figura destacada de los demócratas liberales, incluyó su participación en una llamada telefónica en la radio LBC de Londres el 27 de febrero de 2013 para interrogar a la vice Primera Ministro Nick Clegg sobre el tema. Newman ha comentado que el sexismo era endémico en Westminster durante su período como corresponsal allí, pero también ha dicho que la industria de los periódicos es aún peor. Ella le dijo a Natasha Lunn en una entrevista para la revista Red en 2016: "Como mujer en los medios, siento el deber de informar sobre esos problemas. Siempre he querido corregir las injusticias; supongo que lo que ha cambiado es que ahora tengo una idea más aguda de cómo los periodistas pueden hacer rendir cuentas al poder". Víctima del sexismo en línea por su trabajo, Newman brindó su apoyo a la "humillación pública" de los troles en 2013: "la mejor forma de abordar a estas personas es humillarlas públicamente".
Como comentarista habitual de política en otros medios de comunicación, Newman ha aparecido como panelista invitado en Have I Got News for You y en blogs para The Daily Telegraph y la revista Economia.
Newman fue incluida en la lista para el Premio Orwell en 2010 y nuevamente en 2011. Fue anunciada como una de las jueces en el Premio Baileys de Ficción Femenina en 2015.
En febrero de 2015, Newman tuiteó que "la sacaron a la calle" por ser mujer cuando fue al Centro Islámico del Sur de Londres para un programa "Visit My Mosque". La mezquita empezó a recibir amenazas violentas del público a medida que se difundía la historia. Un portavoz del Centro Islámico Hyderi dijo que Newman simplemente había visitado la dirección equivocada, y las imágenes de CCTV mostraban que Newman había abandonado el edificio por su propia voluntad. Newman y el editor de Channel 4 News, Ben de Pear, se disculparon más tarde, reconociendo que Newman había visitado por error el edificio equivocado.
En enero de 2018, Newman entrevistó al psicólogo canadiense Jordan Peterson, conocido por sus críticas a la corrección política. La intensa entrevista cubrió temas como la igualdad de género, la brecha salarial de género, la libertad de expresión y los derechos de las personas transgénero. La entrevista se convirtió en un fenómeno viral en YouTube, donde muchos comentaristas criticaron a Newman. Varios de ellos dijeron que tenía una comprensión preconcebida y fuera de lugar de las opiniones de Peterson. El columnista del New York Times, David Brooks, dijo que Newman había "distorsionado, simplificado y replanteado los puntos de vista de Peterson para que parecieran ofensivos y caricaturescos". Escribiendo para The Guardian, Nosheen Iqbal declaró que Peterson había hecho "amplias generalizaciones sobre el comportamiento masculino y femenino" y que negó la existencia de la brecha salarial de género "como un hecho cualitativo". El editor de Channel 4 News, Ben de Pear, dijo que la estación había llamado a especialistas en seguridad en respuesta al abuso y las amenazas de las redes sociales dirigidas contra ella. Peterson les había dicho a sus seguidores que "se apartaran" de Newman, pero luego negó que hubiera evidencia de amenazas, y declaró que la idea de que el abuso fue provocado por misoginia era "ridícula". Después de la entrevista, Newman dijo que su artículo de Wikipedia había "sido editado y contra editado rápidamente", y que las mujeres generalmente son tergiversadas en sus biografías de Wikipedia porque "Internet está siendo escrito por hombres con una agenda".
Su libro, Bloody Brilliant Women, que trata sobre la vida de mujeres significativas pero poco reconocidas del siglo XX, fue publicado en 2018. El libro presenta estudios de casos de mujeres prominentes y poco conocidas a lo largo de la historia británica, encontrando paralelismos entre sus experiencias y las de las mujeres contemporáneas.

### Times Radio
A principios de 2020, la futura estación de radio Times Radio anunció a Newman como la presentadora de su programa de los viernes. Newman continuará presentando Channel 4 News mientras trabaja en Times Radio.

## Vida personal
Newman se casó con el escritor John O'Connell, a quien conoció en la universidad en 2001. La pareja tiene dos hijas y vive en Londres. Newman ha escrito sobre tener un aborto espontáneo y sobre la decisión de abortar a otro hijo, después de descubrir a las 13 semanas de embarazo que el bebé tenía una enfermedad muy rara, lo que significaba que había una alta probabilidad de que muriera.

## Libros
- Newman, Cathy (2018). Bloody Brilliant Women. William Collins. ISBN 9780008241711.